# Bartholomäus Botsack

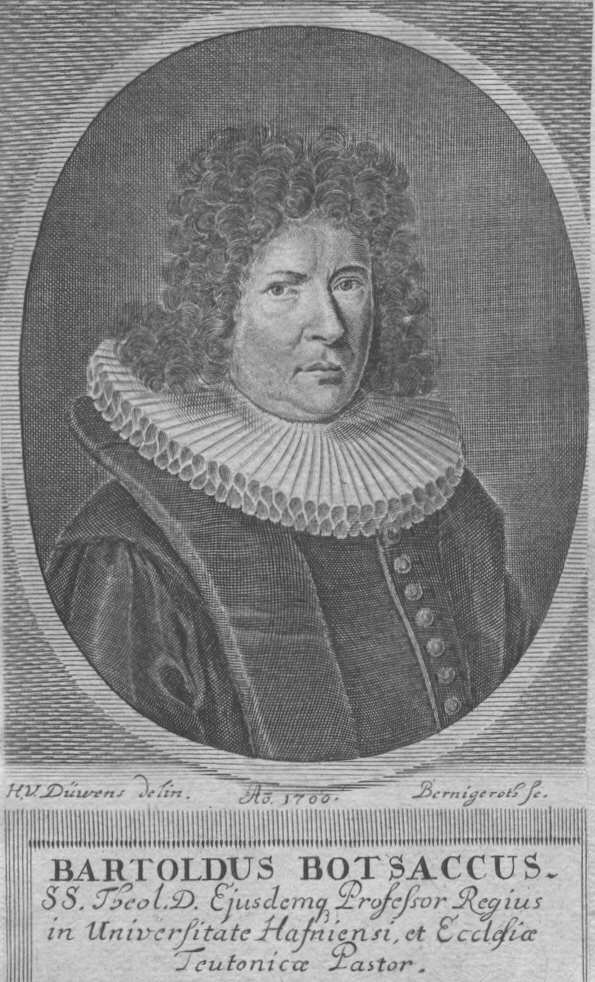
Barthold Botsack, Kupferstich von 1700

Bartholomäus Botsack oder Barthold Botsack (* 24. April 1649 in Lübeck; † 16. April 1709 in Kopenhagen) war ein deutscher lutherischer Theologe und Pastor an der Katharinenkirche in Braunschweig, Superintendent für die Kirchen und Schulen der Provinz Braunschweig, Professor und Konsistorialassessor in Kopenhagen.

## Leben und Werk

### Studium und Bildungsreise
Botsack war Sohn eines Lübecker Kaufmanns und Vikars beim Domkapitel, der früh verstarb. Er wurde von Johannes Reiche dem Jüngeren (1617–1688), Pastor an der Lübecker Aegidienkirche und späterem Senior, aufgenommen und unterrichtet. Dem 1668 oder 1669 begonnenen Studium der Philosophie und Theologie an der Universität Gießen folgte am 14. März 1672 die Promotion zum Magister der Philosophie. Mit Hilfe eines Stipendiums unternahm er eine Bildungsreise, die ihn über Lübeck nach Danzig führte. In Danzig traf er mit seinem dort wirkenden Onkel, dem lutherischen Theologen und Pastor Johann Botsack zusammen. Auf seiner Reise kam er weiter nach Königsberg und Kopenhagen, wo er ebenfalls Verwandte besuchte. Nach seiner Rückkehr setzte er in Gießen seine Studien fort. Er wurde 1676 Lizenziat der Theologie und Prediger an der Stadtkirche in Gießen.

### Tätigkeit in Braunschweig und Kopenhagen
Der Braunschweiger Herzog Rudolf August hörte Botsack bei einer Gastpredigt in der Schlosskirche in Sangerhausen und verpflichtete ihn daraufhin 1678 als Pastor an die Katharinenkirche in Braunschweig. Im Jahre 1683 berief ihn der Herzog zum ersten Superintendenten Braunschweigs seit der Eroberung der Stadt im Jahre 1671. Mit herzoglicher Unterstützung wurde Botsack an der Universität Gießen zum Doktor der Theologie promoviert. Nach dem Tod des Helmstedter Theologieprofessors Johann Eberhard Busmann im Jahre 1692 sollte Botsack dessen Nachfolger als Hochschullehrer, Abt des Klosters Mariental und Generalsuperintendent werden.
Aufgrund von Verzögerungen folgte er jedoch einem Ruf nach Kopenhagen, wo er bis zu seinem Tode als Nachfolger von Johannes Lassenius als Pastor der deutschsprachigen lutherischen Petrigemeinde und als Theologieprofessor an der Universität wirkte.
Botsack beherrschte neben Latein, Griechisch und Hebräisch auch Englisch, Französisch und Dänisch. Von ihm sind zahlreiche theologische Schriften, Predigten und Disputationen erhalten.
Er war verheiratet mit Dorothea Haberkorn, Tochter des Gießener Theologen Peter Haberkorn.